# A Man for All Seasons (toneelstuk)
A man for all seasons is een toneelstuk, geschreven door Robert Bolt. Het vertelt het verhaal van de Engelse kanselier Thomas More, die nooit van zijn principes afweek.

## Historiek
Bolt schreef een eerste versie in 1954 voor de BBC Radio. In 1957 werkte hij het om voor televisie. In 1960 herwerkte hij het nogmaals, dit keer als toneelstuk. Het werd voor het eerst opgevoerd op 1 juli 1960 in het Globe Theater, thans Gielgud Theatre. Het werk werd vervolgens in Broadway opgevoerd, en werd er een groot succes dat meer dan een jaar de affiche hield. Naderhand volgden nog bewerkingen voor een film en voor een tv-serie.
Het verhaal gaat over Sir Thomas More, de 16de-eeuwse kanselier van Engeland, die weigerde de echtscheiding goed te keuren van Hendrik VIII en zijn eerste vrouw, koningin Catharina van Aragon. De koning motiveerde deze scheiding door het feit dat zijn vrouw geen zoon baarde.
Het stuk portretteert More als een principiële man, die benijd wordt door zijn vijanden en geliefd is door het volk.

## Titel
De titel die Robert Bolt aan het werk gaf, sproot voort uit zijn visie op More als een gewetensvol man, die trouw bleef aan zichzelf en aan zijn overtuigingen, en dit onder alle omstandigheden, ondanks drukking of beïnvloeding. Bolt leende de titel aan een tijdgenoot van More, Robert Whittington, die in 1520 over hem schreef:

More is a man of an angel’s wit and singular learning. He is a man of many excellent virtues; I know not his fellow. For where is the man (in whom is so many goodly virtues) of that gentleness, lowliness, and affability, and as time requires, a man of marvelous mirth and pastimes and sometime of steadfast gravity – a man for all seasons.

## Thema's

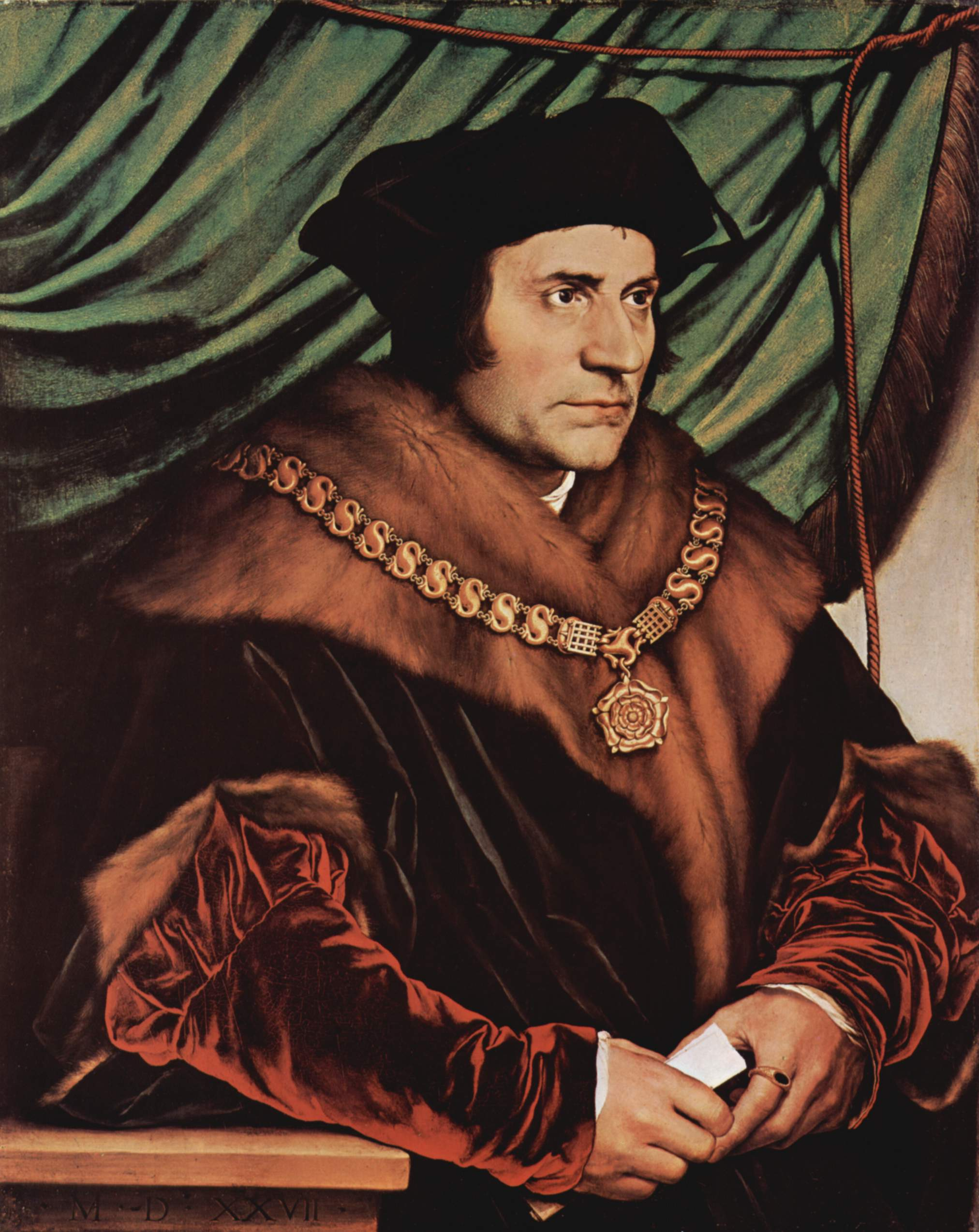
Sir Thomas More, een van de bekendste Engelse kanseliers, door Hendrik VIII terechtgesteld

A Man for All Seasons behandelt ideeën van identiteit en geweten. More argumenteerde bij herhaling dat een mens gedefinieerd werd door zijn geweten. Bolt beschrijft hem als iemand die een onhoudbare en onverdedigbare stelling verdedigt. Paus Clemens VII, die hij verdedigt, wordt voorgesteld als een slecht en corrupt individu die alleen maar uitvoert wat Keizer Karel hem oplegt. More vreest dat handelen tegen zijn geweten hem zal vervloeken in het hiernamaals, terwijl anderen rondom hem zich eerder zorgen maken over hun voortleven op aarde.
Mores vervolging wordt als des te onrechtvaardiger voorgesteld, omdat hij niet toegeeft aan voorstellen van de Spaanse ambassadeur om zich tegen de Engelse vorst te keren. De ambassadeur brengt More op de hoogte van een samenzwering die wordt georganiseerd tegen de koning en vraagt zijn medewerking. Maar More informeert Norfolk over het complot, hiermee zijn loyaliteit tegenover de koning aantonende. Hij weigert ook kritiek te uiten op de koning, wat hem doet voorkomen als een loyaal onderdaan, die door Cromwell wordt vervolgd omwille van persoonlijke na-ijver.
Bolt, puttend in zijn eigen houding tegenover macht, brengt ook kritiek uit op de overheid. Alle overheidspersonen – Hendrik VIII, Cromwell, Wolsey, Cranmer, Chapuys, zelfs Norfolk – worden uitgebeeld als corrupt, slecht of op zijn best als zelfzuchtig en machtsgeil.
Sommige historici hebben kritiek geuit op het feit dat Bolt Thomas More heeft uitgebeeld als een volmaakte man, een heilige, zonder zijn negatieve activiteiten te vermelden, zoals zijn campagne tegen William Tyndale en zijn vervolging van de Lutheranen. De wijze waarop Thomas Cromwell, de hertog van Norfolk, en Richard Rich worden voorgesteld, is eveneens historisch aanvechtbaar. Anderzijds heeft enkel de oudste dochter van More een rol in het stuk en worden de andere kinderen (twee dochters, een zoon en een geadopteerde dochter) niet vermeld.
In een stijl die aan Bertold Brecht doet denken, treedt de 'Gewone man' op als verteller die de passende duiding geeft. Hij speelt uiteenlopende rollen – Mores dienaar, een waard, een bootjesbestuurder, een cipier, een jurylid, een beul. Hij neemt tegelijk deel aan de actie en geeft er commentaar op.

## Publicatie
- A man for all seasons, a play in two acts, London, Random House, 1962.